# Elecciones generales de Aruba de 1983
Elecciones generales tuvieron lugar en Aruba en 1983. Fueron las novenas elecciones para el Consejo de la Isla.

## Resultados
| Partido                      | Votos | %     | Asientos | +/– |
| ---------------------------- | ----- | ----- | -------- | --- |
| Movimiento Electoral Popular | 20798 | 57,94 | 13       | +1  |
| Partido del Pueblo Arubano   | 8103  | 22,57 | 5        | +1  |
| Partido Patriótico Arubano   | 5354  | 14,91 | 3        | 0   |
| Fuente: Historia di Aruba    |       |       |          |     |